# Маилян, Масис Самвелович
Масис Самвелович Маиля́н (арм. Մասիս Սամվելի Մայիլյան, 1967, Степанакерт, НКАО, Азербайджанская ССР) — нагорно-карабахский политический деятель и дипломат, кандидат на должность президента НКР. С сентября 2017 года министр иностранных дел непризнанной НКР.

## Биография
- 1986—1988 — служил в рядах Советской армии.
- 1991 — окончил физико-математический факультет Степанакертского отделения Кироваканского пединститута.
- 1991—1992 — учился в аспирантуре Армянского государственного педагогического института по специальности «Социальная психология».
- 1992—1993 — являлся ведущим, главным специалистом департамента информации и печати при государственном комитете обороны непризнанной НКР.
- С 1993 — с созданием МИД НКР, переведен в министерство, где в разные годы занимал должности заведующего отделом международных организаций, начальника управления международных организаций, советника министра, начальника политического управления. Входил в состав делегации НКР на переговорах по урегулированию нагорно-карабахского конфликта.
- 1998 — учился в дипломатической академии Вены.
- 24 июля 2001 — назначен на должность заместителя министра иностранных дел НКР.
- 2007 — выдвинул свою кандидатуру на предстоящие президентские выборы.
- Участвовал в президентских выборах НКР 2020 года.